# Antoine Wehenkel
Antoine Wehenkel, né le 10 février 1907 à Luxembourg (Luxembourg) et mort le 27 avril 1992 dans la même ville, est un ingénieur et homme politique luxembourgeois, président du Parti ouvrier socialiste luxembourgeois (LSAP) de 1970 à 1974.

## Biographie
Après avoir fait ses études à l'Athénée de Luxembourg, Antoine Wehenkel obtient un diplôme d'ingénieur à l'École centrale des arts et manufactures de Paris en 1930 puis poursuit son cursus en étudiant la physique et les mathématiques à la Sorbonne. D'abord employé à l'Aciéries Réunies de Burbach-Eich-Dudelange (ARBED), il exerce comme enseignant au Lycée technique d'Esch-sur-Alzette (lb) pendant quelques années. Il finit par travailler dans les chemins de fer où il termine sa carrière comme membre du conseil d'administration de la Société nationale des chemins de fer luxembourgeois (CFL).
Membre de l'Association générale des étudiants luxembourgeois (ASSOSS), il participe à la campagne référendaire contre la soi-disant « loi muselière » de 1937. Opposant au fascisme, il est arrêté le 11 mai 1940, juste après l'arrivée des troupes allemandes et envoyé en prison pendant un mois. Il est ensuite transféré dans un lieu subalterne de la Reichsbahn jusqu'à son licenciement en 1943.
À la fin de la guerre, Antoine Wehenkel devient secrétaire général au sein de l'administration des CFL et en 1962, il occupe la fonction de directeur. Lorsqu'il fait son entrée au gouvernement en 1964, il démissionne.
Il rejoint le Parti ouvrier socialiste luxembourgeois en 1945 et est élu à la Chambre des députés à la suite des élections législatives partielles 1951 dans la circonscription Centre. Réélu aux législatives de 1954 et 1959 dans la même circonscription, après une parenthèse gouvernementale entre 1964 et 1969, il est député au Parlement sans interruption entre 1969 et 1979. Membre également du conseil communal de la ville de Luxembourg, il siège jusqu'en 1964. 
Du 15 juillet 1964 au 1er février 1969, Antoine Wehenkel est nommé en tant que ministre du Budget, ministre de l'Économie nationale et de l'Énergie dans le gouvernement dirigé par Pierre Werner,
En 1970, à la suite de la dissolution du Parti social-démocrate (SdP), en tant que successeur du dissident Henry Cravatte, il est élu président du parti lors d'un congrès et occupe cette charge jusqu'en 1974. Il consolide le nouveau programme plus à gauche du parti et travaille activement sur une future coalition avec le Parti démocratique (DP). Après les élections de 1974, il est élu président de Chambre pendant un an. En 1979, il se retire de la vie politique. Les années suivantes, il se consacre principalement à la restauration de la propriété familiale du village et documente l'histoire du complexe.
Antoine Wehenkel est grand maître de la Grande Loge de Luxembourg pendant près de quinze ans. Il est également marié et père de cinq enfants dont l'historien et chargé de cours Henri Wehenkel (lb).

## Publication
- Tony Wehenkel-Guillier, "Am Dierfchen" : Monographie d'un quartier disparu de la vieille Ville de Luxembourg, Luxembourg, Les Amis de l'Histoire, 1995, 272 p. (ISBN 978-2-919884-16-2, OCLC 44271844, lire en ligne).

## Distinctions
- Officier de la Légion d'honneur (Promotion 1956)[4]
- Commandeur vum Ordre de la Couronne (Promotioun 1956)[4]